# Oospila deliciosa
Oospila deliciosa är en fjärilsart som beskrevs av Thierry-mieg 1916. Oospila deliciosa ingår i släktet Oospila och familjen mätare. Inga underarter finns listade i Catalogue of Life.